# You Can't Win
You Can't Win è un singolo del cantante statunitense Michael Jackson realizzato nel 1978 per il film I'm Magic (The Wiz) diretto da Sidney Lumet, con la colonna sonora curata da Quincy Jones, pubblicato il 19 marzo 1978. Fu il primo singolo pubblicato da Michael Jackson come solista con l'etichetta Epic Records.

## Descrizione
Il brano fu scritto da Charlie Smalls e fu interpretato da Michael Jackson nella parte dello Spaventapasseri nel film I'm Magic (The Wiz) del 1978, tratto da un musical di Broadway dello stesso nome che reinterpretava in chiave moderna la storia de Il meraviglioso mago di Oz. Il brano è suddiviso in due parti (dato che nel film era inframezzato da alcune parti parlate) che uscirono entrambe sul singolo, ma in due tracce separate.
Il singolo includeva un buono per l'acquisto dell'album Off the Wall.
Nel 2004 il brano fu incluso nella raccolta Michael Jackson: The Ultimate Collection in versione estesa.

### Can't Get Outta the Rain
Esiste una versione alternativa del brano, ma di durata inferiore, intitolata Can't Get Outta the Rain, stampata tra il 1982 e il 1984 come lato B su alcuni singoli promozionali (The Girl Is Mine, Billie Jean e Thriller) tratti dall'album Thriller. La differenza rispetto alla versione originale è nel testo: Michael Jackson infatti recita le parole «You can't get outta the rain» al posto di «You can't get out of the game».
Il brano, divenuto un pezzo raro, venne inserito nel 2005 nell'edizione a tiratura limitata 3.0 della raccolta The Essential Michael Jackson (solo in USA), nel 2008 nell'edizione deluxe della raccolta King of Pop (solo nel Regno Unito) e nel 2022 in Thriller 40.

## Tracce
Singolo 7"
1. You Can't Win (part 1) – 3:43 (testo: Charlie Smalls – musica: Quincy Jones)
2. You Can't Win (part 2) – 2:58 (testo: Charlie Smalls – musica: Quincy Jones)

Singolo 12"
1. You Can't Win (12" Mix) – 7:18 (testo: Charlie Small – musica: Quincy Jones)

### Versioni ufficiali
1. You Can't Win (Album Version) – 3:13
2. You Can't Win (Part 1) – 3:43
3. You Can't Win (Part 2) – 2:58
4. You Can't Win (12" Mix) – 7:18
5. Can't Get outta the Rain – 4:07 – rielaborazione del brano in versione 12" con parte del testo variato